# Belite Brezi

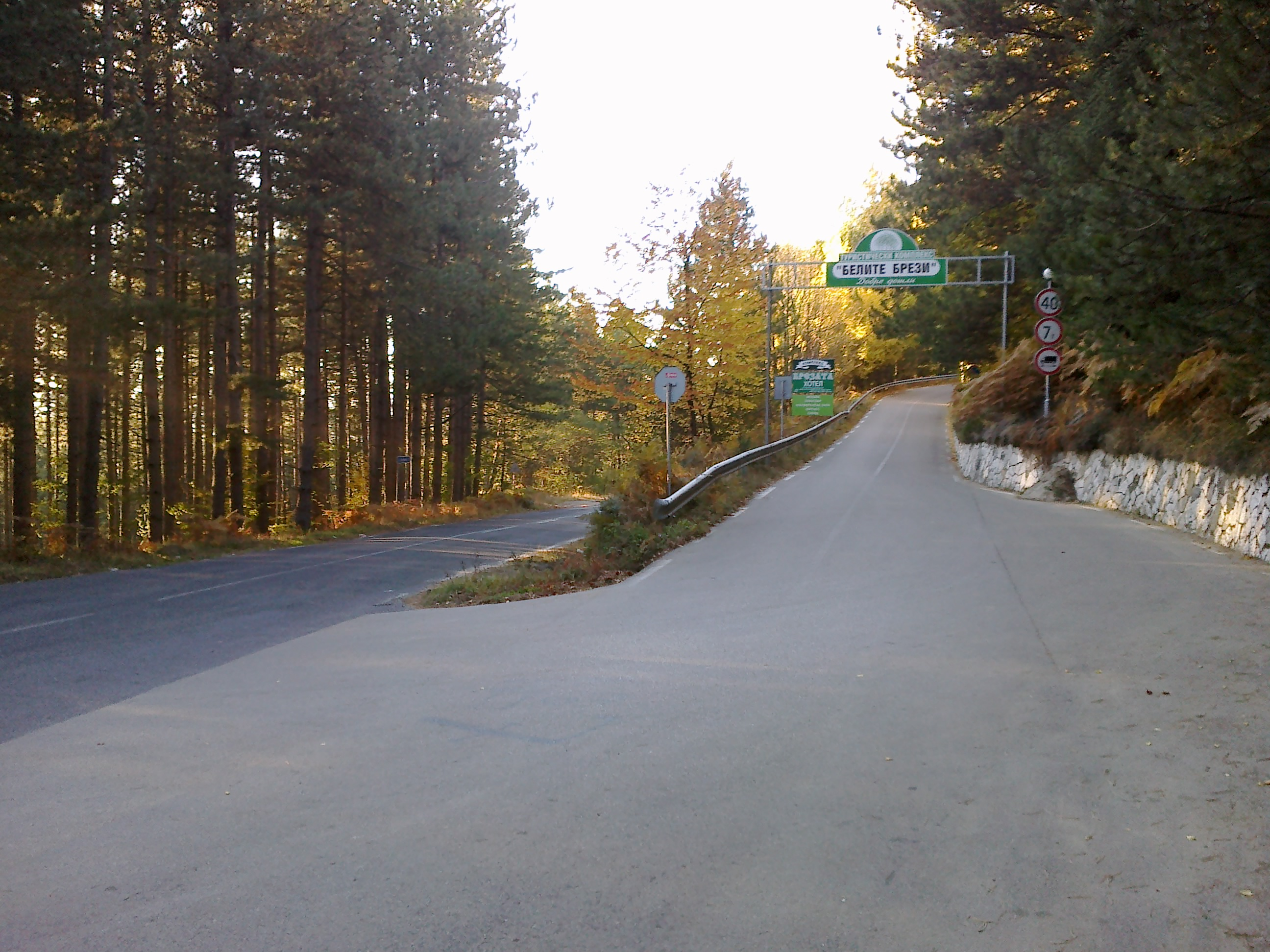
Beli Brezi

Belite Brezi, (bulgare : Белите Брези ou Бели Брези: Beli Brezi) est une réserve naturelle dans les Rhodopes. La réserve est située à 30 km de la ville de Kardjali et à 6 km de la ville de Ardino .